# Karl Boddenberg
Karl Boddenberg (23 de Maio de 1914 - 25 de Outubro de 1970) foi um comandante de U-Boot que serviu na Kriegsmarine durante a Segunda Guerra Mundial.